# Panaxia persona
Panaxia persona är en fjärilsart som beskrevs av Jacob Hübner 1790. Panaxia persona ingår i släktet Panaxia och familjen björnspinnare. Inga underarter finns listade i Catalogue of Life.